# Кинабулийская крыса
Кинабулийская крыса (лат. Rattus baluensis) — один из видов грызунов рода крыс (Rattus).
Этот вид известен только с горы Кинабалу (Малайзия) в северной части Борнео с высоты 1524—3810 метров над уровнем моря. Кинабулийская крыса обитает в горных и моховых лесах, карликовых лесах и кустарниках. Присутствует в Национальном парке горы Кинабалу. Вид имеет мутуалистические отношения с хищным растением непентес Раджа, которое привлекает животных своими сладкими, фруктовыми выделениями из секрета, получая взамен экскременты животного.